# アルフレート・フォン・ヴァルダーゼー
アルフレート・ハインリヒ・カール・ルートヴィヒ・フォン・ヴァルダーゼー伯爵（Alfred Heinrich Karl Ludwig Graf von Waldersee、1832年4月8日 - 1904年3月5日）は、ドイツ帝国の軍人。陸軍元帥。ドイツ帝国の陸軍参謀総長を務めた。義和団の乱後に清国に駐屯した八カ国連合軍の総司令官として知られる。

## 生涯
- プロイセン王国のポツダム出身。父親は騎兵大将で、ヴァルダーゼー家はアンハルト＝デッサウ公レオポルト3世の庶子フランツに始まる貴族の家系である。6人兄弟の5番目の息子。
- 1850年2月28日　士官学校卒業後、少尉として仕官。その後砲兵及び工兵としての教育を受けた。
- 1866年　普墺戦争でプロイセン参謀本部付となる。
- 1870年　大使館付武官としてパリへ赴任。まもなく普仏戦争が起きるが、ヴァルダーゼーの集めた軍事・地形情報がドイツ軍のフランス侵攻に役立ったといわれる。戦後の1871年、交渉のため再びパリに赴く。
- 1873年　ハノーファーの第10軍団（英語版）司令官となる。
- 1874年　ノアー侯フレゼリクの未亡人（アメリカ合衆国出身）と結婚。
- 1882年　参謀次長（Generalquartiermeister）に就任。高齢の大モルトケに代わって実質的に参謀本部を取り仕切る。
- 1885年　仮想敵国であるロシア帝国とフランスに対する作戦計画を策定し、皇太子ヴィルヘルムと共にビスマルク首相の外交政策を批判する。
- 1888年　ヴィルヘルム（2世）の即位に伴い、依願辞職した大モルトケの後任として陸軍参謀総長となる。
- 1890年　ビスマルク首相辞任（事実上の更迭）に関与し、後継の首相候補として取りざたされた。本人が希望しなかったために就任しなかったとされている。
- 1891年　軍事演習の際に皇帝ヴィルヘルムに対し軍事戦略に関する無知を指摘したため不興を買い、参謀総長の座をアルフレート・フォン・シュリーフェンに譲り、第9軍団（英語版）司令官に任命された。
- 1897年　社会民主党の弾圧に従事。常々皇帝の忠実な臣下を自認し、社会主義を帝国を脅かすものとして警戒していた。
- 1898年　第3軍総監。

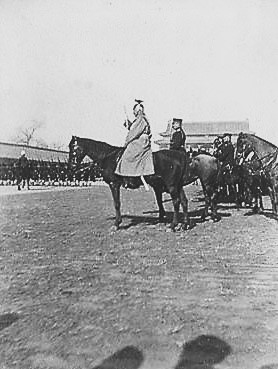
紫禁城で連合軍兵士を閲兵するヴァルダーゼー元帥

- 1900年　陸軍元帥に列せられる。9月、義和団の乱鎮圧の八カ国連合軍司令官となり清国に派遣される。略奪を続ける連合軍兵士に軍規を徹底し、また各国間の調整にあたったが、共和制国家の軍隊であるアメリカ軍とフランス軍は決してヴァルダーゼーの指揮下に入ろうとはしなかった。義和団残党に対する懲罰遠征を繰り返す。
- 1901年　清国から帰国し第3軍総監に復帰。義和団の乱鎮圧を評価され、プロテスタント教徒としては初めてカトリック教会から「ピウス9世勲章」を受章した。
- 1904年3月5日　ハノーファーで没。

## 歴史的評価
ヴァルダーゼーはドイツ帝国で最初の「政治的」軍人として知られている。前任者大モルトケにも政治的意欲はあったが、ビスマルク首相のイニシアチブに従っていた。ヴァルダーゼーはフランスがその軍事力を再建する以前にロシアに対する予防戦争を行うことを主張しており、そのためビスマルクと対立してその倒閣に参加することになった。ヴァイマル共和政時代にヒンデンブルクやルーデンドルフが登場する以前は、政界でもっとも成功した軍人といわれている。
日露戦争勃発の直後に死去したが、死の直前にロシアに対する日本軍の作戦計画私案を立案していた。のちにシュリーフェン参謀総長はヴァルダーゼーの従兄弟に対し、日本軍が実際に採った作戦計画がヴァルダーゼー私案と一致していたと述べている。前任者モルトケと後任者シュリーフェンが高名なため、評価されることは少ないが、作戦能力はこの二人に劣らず優れていたといわれる。ヴァルダーゼーの対露・対仏戦略は後任のシュリーフェンに受け継がれて「シュリーフェン・プラン」として結実し、第一次世界大戦冒頭のドイツ軍の基本戦略となった。